# Mufulira (Distrikt)
Mufulira ist einer von zehn Distrikten in der Provinz Copperbelt in Sambia. Er hat eine Fläche von 1279 km² und es leben 200.180 Menschen in ihm (2022). Hauptstadt des Distriktes ist das gleichnamige Mufulira.

## Geografie
Der Distrikt liegt etwa 50 Kilometer nordwestlich von Ndola, der Hauptstadt der Provinz Copperbelt, und etwa 280 Kilometer nördlich von Lusaka entfernt. Er liegt im Nordosten auf einer Höhe von etwa 1200 m und im Südwesten auf etwa 1200 m über dem Meeresspiegel. Ein Teil der Westgrenze wird durch den Kafue und ein Teil der Südgrenze durch seinen Nebenfluss Kafubu gebildet.
Der Distrikt grenzt im Süden an den Distrikte Kitwe, Im Westen an Kalulushi, Chingola und Chililabombwe, und im Norden und Osten an die Provinz Haut-Katanga in der Demokratischen Republik Kongo.

## Beschreibung
Der Distrikt Mufulira bezeichnet sich selbst stolz als „Ort des Überflusses“, wegen der reichen Mineralvorkommen, zahlreiche ganzjährige und saisonale Bäche, Waldreservate und fruchtbaren Böden. Mufulira leitet seinen Namen vom Lamba-Wort „ukufula“ ab, was Schmelzen bedeutet. Es heißt, als die Kolonisten ankamen, fanden sie die lokale Bevölkerung beim Kupfer schmelzen. Auf die Frage, was sie da machten, sagten sie „ukufula“, daher der Name des Distrikts Mufulira. Obwohl der Distrikt stark vom Kupferbergbau abhängig ist, verfolgt der Distrikt das Ziel, seine Wirtschaft durch die Förderung des Agrarsektors zu diversifizieren.